# Marisa Tomei
Marisa Tomei (Brooklyn, 4 de diciembre de 1964) es una actriz de cine, teatro y televisión estadounidense. Tras su trabajo en As the World Turns, Tomei se hizo conocida como integrante del reparto de la secuela de The Cosby Show, A Different World, en 1987. Después de trabajar en un par de películas, su carrera se catapultó en 1992 con la comedia Mi primo Vinny, por la cual ganó el premio Óscar como mejor actriz de reparto.
Habiendo actuado en varias películas a lo largo de los años, sus cintas más exitosas comercialmente son What Women Want (2000), Anger Management (2003) y Wild Hogs (2007). Recibió elogios por parte de la crítica por sus actuaciones en Unhook the Stars (1996), Slums of Beverly Hills (1998), Before the Devil Knows You're Dead (2007) y fue nominada al Oscar por In the Bedroom (2001) y El luchador (2008).

## Primeros años
Tomei nació en Brooklyn, Nueva York, hija de Patricia Adelaide "Addie" Tomei —cuyo apellido de soltera era Bianchi—, una profesora de inglés, y Gary A. Tomei, un abogado. Tiene un hermano menor, el actor Adam Tomei, y durante un tiempo fue criada por sus abuelos paternos. Tiene ascendencia italiana por ambos lados; los ancestros de su padre provenían de Toscana, Calabria y Campania, y los ancestros de su madre de Toscana y Sicilia.
Creció en el barrio Midwood de Brooklyn. Fue ahí donde quedó cautivada por los espectáculos de Broadway a los cuales sus padres, aficionados al teatro, la llevaban, y se interesó por la actuación como profesión. En la Preparatoria Andries Hudde Júnior, interpretó a Hedy LaRue en una producción escolar de How to Succeed in Business Without Really Trying. Después de graduarse en la Secundaria Edward R. Murrow en 1982, asistió a la Universidad de Boston durante un año. Abandonó la universidad después de conseguir un papel en la telenovela As the World Turns.

## Carrera

### 1983-1991: Primeros papeles
Su debut en el cine fue un pequeño papel con una sola frase en la comedia The Flamingo Kid en 1984, en el que interpreta a una camarera llamada Mandy. En 1986 tuvo otro pequeño papel en la comedia Playing for Keeps dirigida por Bob y Harvey Weinstein de poco éxito de taquilla y crítica. Tomei siguió As the World Turns en 1987 con un papel principal en la sitcom A Different World como Maggie Lauten durante la primera temporada. 
En esta época, hizo su debut teatral en 1987 con la obra de off-Broadway Daughters, encarnando a Cetta. este papel le ganó unas cuantas buenas críticas así como un Theatre World Award a la mejor actriz debutante. Continuó hizo con otras obras como las de Beirut en 1987, Sharon and Billy en 1988 y What the Butler Saw en 1989. También el de Rosa Delle Rose en La rosa tatuada en el Williamstown Theatre Festival. También en 1989, hizo una aparición notable en la comedia de Sylvester Stallone Óscar (1991) y en el thriller erótico en Zandalee en Nicolas Cage.

### 1992-2000: Salto al éxito

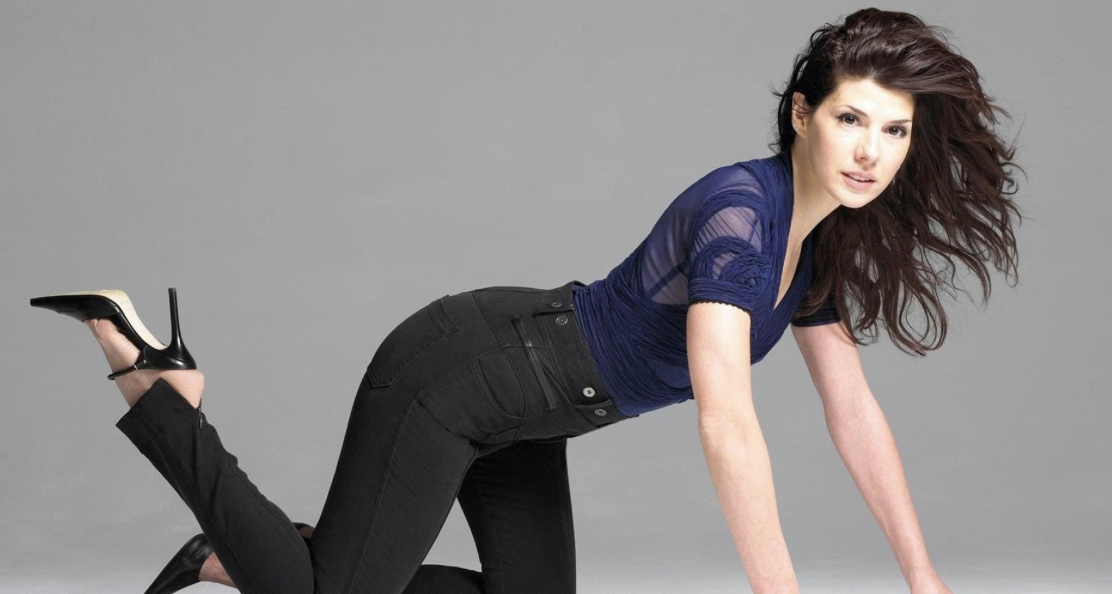
Tomei en la década de los 90

No obstante, la película que la lanzó a la fama fue Mi primo Vinny, de 1992, en la que actuó junto a Joe Pesci. El crítico Vincent Canby escribió, "Tomei da todos los indicios de ser un excelente comediante, ya sea superando al Sr. Pesci y tratando de parecer pequeña, o discutiendo sobre un grifo que gotea en términos que demuestran sus conocimientos de plomería. Mona Lisa también es una mecánica de automóviles de primer nivel, lo que resulta útil para desentrañar la enredada historia."
Por esta película, Tomei recibió un controvertido Óscar a la mejor actriz de reparto por delante de Miranda Richardson, Joan Plowright, Vanessa Redgrave y Judy Davis. El crítico Rex Reed se hizo eco de la controversia (y de paso de una gran leyenda urbana de Hollywood ) cuando sugirió que Jack Palance dijo el nombre de Marisa Tomei como ganadora cuando en realidad no estaba escrito su nombre en el papel. Si bien esta acusación fue refutada repetidamente—ya que la Academia lo negó—Tomei calificó la historia como "extremadamente hiriente". Un portavoz de Price Waterhouse explicó que si tal evento hubiera ocurrido, "tenemos un acuerdo con la Academia por el cual uno de nosotros subiría al escenario, se presentaría y diría que el presentador se habría equivocado". En 2015, cuando The Hollywood Reporter encuestó a cientos de miembros de la academia, pidiéndoles que volvieran a votar sobre algunas decisiones pasadas, los miembros de la academia indicaron que, si tuvieran una segunda oportunidad, aún otorgarían el premio a la Mejor Actriz de Reparto de 1992 a Tomei.

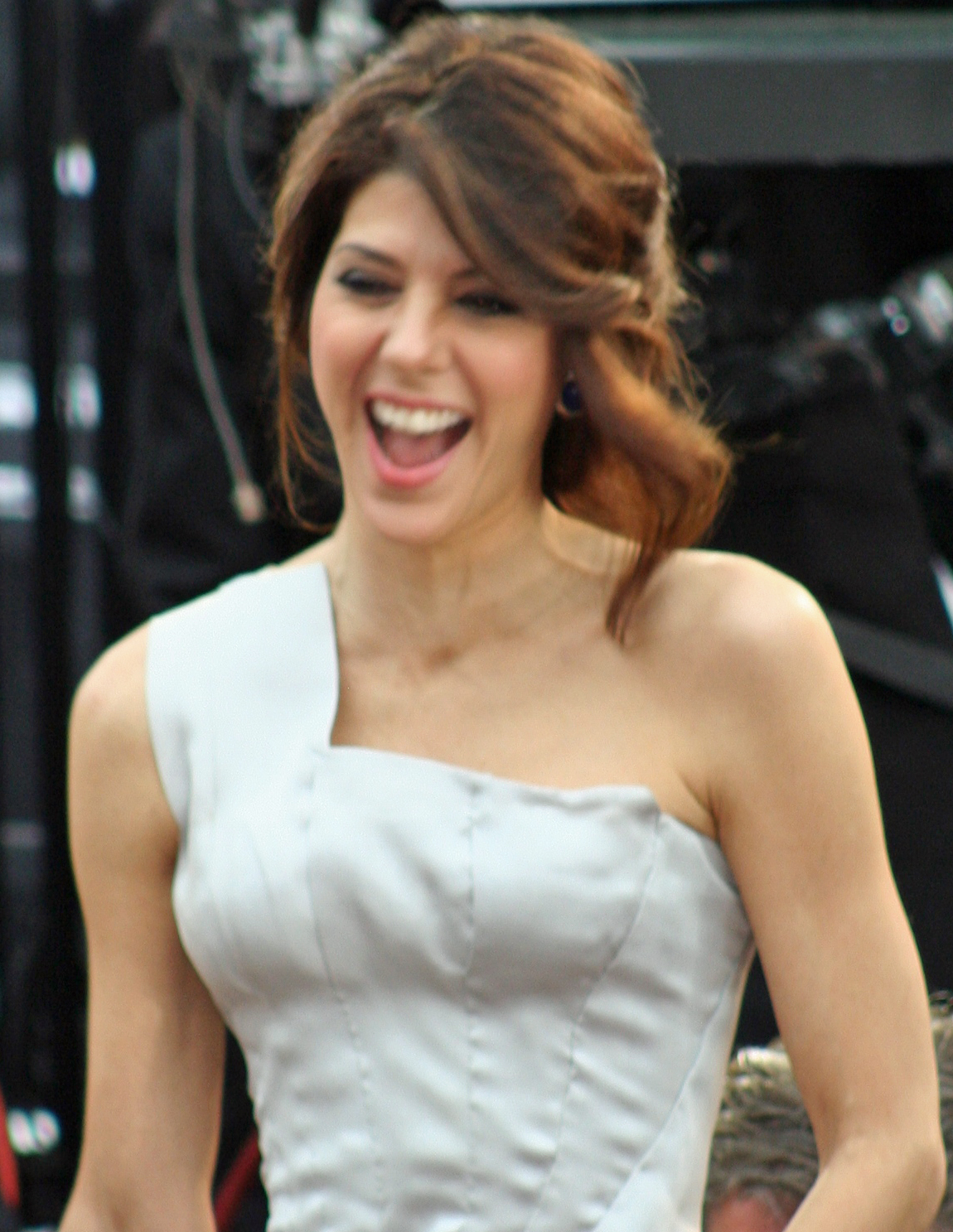
Tomei en la Ceremonia de los Óscars de 2009, donde recibía su tercera nominación por El luchador

Después de la consecución del Óscar, Tomei encarnó a la estrella de la cine mudo Mabel Normand en el biopic Chaplin, compartiendo cartel con el entonces su novio Robert Downey Jr. que hace el papel de Charlie Chaplin. Al año siguiente, protagoniza el drama romántico Corazón indomable (Untamed Heart) junto a Christian Slater, por el que ambos ganaron el premio de MTV Movie & TV Awards al mejor beso. Tomei había ganado anteriormente el MTV Movie Award a la mejor actriz revelación por Mi primo Vinny. Al siguiente año, Tomei hacía el papel de la periodista embarazada en The Paper, y volvería a aparecer con Downey en la comedia romática Solo tú (Only You). Posteriormente, apareció en Volver a vivir (Unhook the Stars) de Nick Cassavetes de la que el crítico Stephen Holden de The New York Times dijo de ella "Tomei está igualmente bien como la vecina más joven y de mal genio de Mildred [el personaje de Rowlands], cuya cruda lucha de clase trabajadora y su vocabulario francamente profano inicialmente repelen a la gentil mujer mayor." Por esta actuación, recibió la nominación del Premios del Sindicato de Actores a la mejor actriz de reparto. 
En 1998, fue nominada a los Premios American Comedy a la actriz de reparto más divertida por el film de Tamara Jenkins Colgados en Beverly Hills (Slums of Beverly Hills). Aparte de la nominación, la cinta fue aclamada por el público y la crítica, como Janet Maslin que escribió en el The New York Times, "Jenkins aprovecha al máximo un reparto especialmente congraciador, con una Tomei muy encantadora y divertida como Rita," o Emanuel Levy de Variety que describía de Tomei cono "valiente y sexy... más apagada de lo habitual." Tomei pasó varios años alejada de papeles de películas de alto presupuesto a finales de la década de 1990 antes de volver a alcanzar la prominencia a principios de la década de 2000.
En la década de los 90, Tomei también hizo diferentes apariciones en televisión. En 1996, fue la artista invitada en la sitcom Seinfeld, haciendo de ella misma en el capítulo "The Cadillac". En este episodio, George Costanza intenta conseguir una cita con ella a través de una amiga de Elaine Benes. También apareció en Los Simpson como la estrella de cine Sara Sloane, que se enamora de Ned Flanders. El exmiembro del elenco de Saturday Night Live Jay Mohr escribió en su libro Gasping for Airtime que, como presentador invitado en octubre de 1994, Tomei insistió en que el boceto propuesto "Good Morning Brooklyn" no se utilizó porque no le gustaba la idea de ser estereotipada. Esto disgustó a los escritores e intérpretes de SNL dada la inclinación del programa por satirizar a las celebridades. Tomei se autoparodió en My Cousin Vinny y su considerable influencia de Brooklyn en una parodia que parodia de 1995 sobre el juicio por asesinato de 
O.J. Simpson.
En 1998 hizo su debut en Broadway haciendo el papel de Susy Hendrix	en la obra Wait Until Dark de Frederick Knott actuando junto a Quentin Tarantino en el Brooks Atkinson Theatre. Ben Brantley de The New York Times comparó su actuación quedó ensombrecido en favor de Audrey Hepburn, que interpretó este mismo papel en la película de 1967. Brantley escribió: "[Tomei] es una actriz excelente y vibrante, y Dios sabe que trabaja duro aquí, pero no está bien elegida. El atractivo de [Hepburn] en el papel fue ver su personalidad frágil y femenina volverse dura y musculoso, y el desempeño de la Sra. Tomei no permite una transición similar". Matt Wolf de Variety escribió "Tomei ofrece una actuación agradable, si no tremendamente interesante".

### 2000-2010: Vuelta a la primera línea

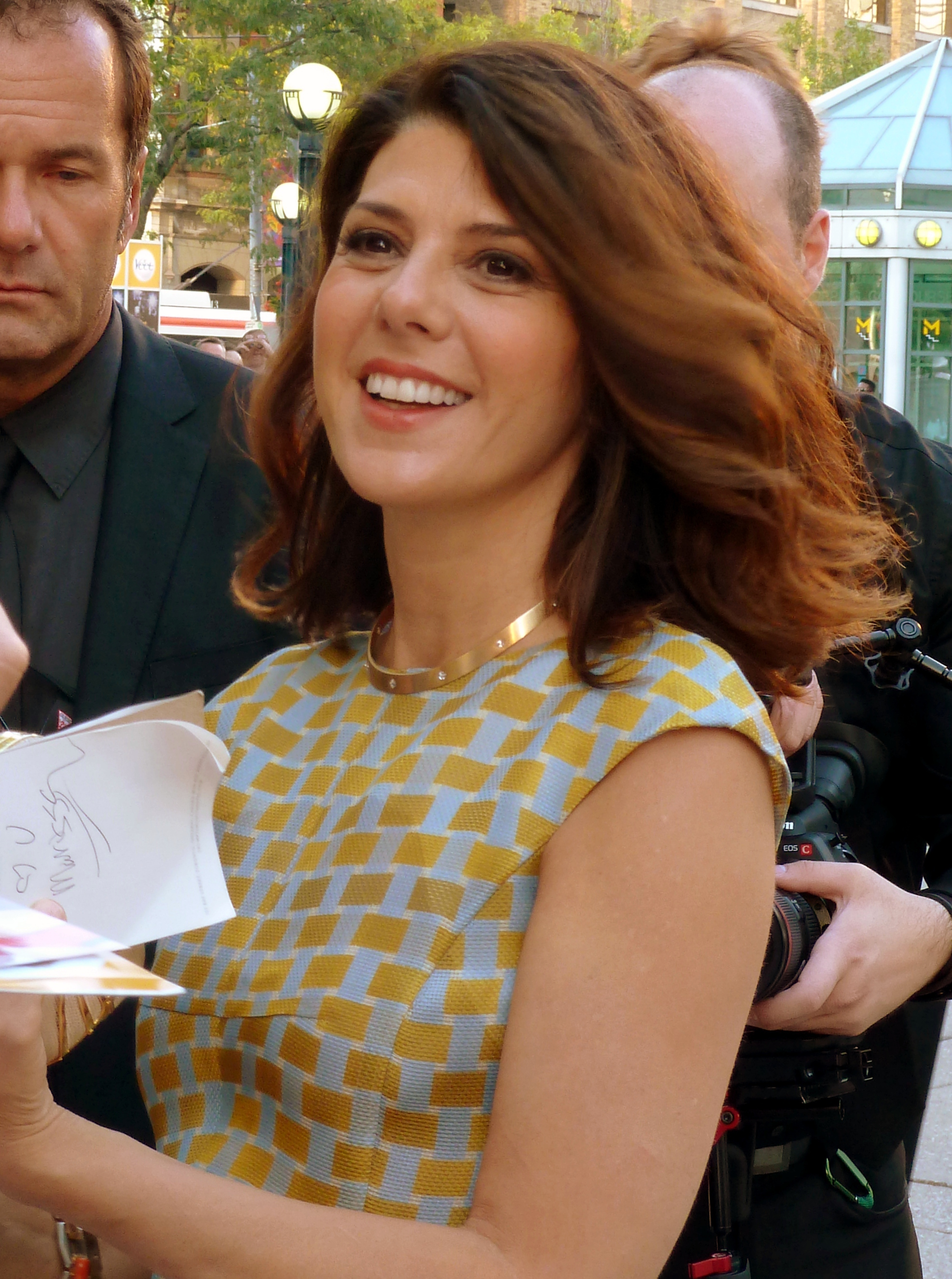
Tomei en la premier de Inescapable en el Festival de Cine de Toronto.

Tomei apareció en la comedia ¿en qué piensan las mujeres? (What Women Want) dirigida por Nancy Meyers y protagonizada por Mel Gibson y Helen Hunt y que fue un éxito comercial. También tuvo un papel secundario en la comedia romántica Siempre a tu lado (Someone Like You) protagonizado por Ashley Judd, Hugh Jackman y Greg Kinnear.
En 2001, apareció en la película independente In the Bedroom (En la habitación) de Todd Field junto a Tom Wilkinson y Sissy Spacek. El film consiguió diversas nominaciones a los Óscars entre ellas la de mejor película y la de mejor actriz secundaria. Variety escribió "Tomei está ganando en la que seguramente es su actuación más naturalista y no afectada" mientras que el escritor The New York Times Stephen Holden dejaba escrito "la arruinada y triste Natalie de Tomei es fácilmente su mejor papel en la pantalla." En la habitación le dio a Tomei, aparte de su segunda nominación al Óscar, su primera nominación a los Globo de Oro a la mejor actriz de reparto y la nominación del Sindicato de Actores al mejor reparto.
En 2002, apareció en la película basada en Bollywood El gurú del sexo (The Guru) y puso la voz a Bree Blackburn, una de las antagonistas de la película animada Los Thornberrys: La película (The Wild Thornberrys Movie). En 2003, Tomei apareció en una de los éxitos de la temporada Ejecutivo agresivo (Anger Management) junto a Jack Nicholson y Adam Sandler. Al siguiente año, apareció en la cinta Alfie con Jude Law, basada en la película homónima de 1966. En 2006, Tomei volvió a la televisión en la serie Rescue Me, haciendo el papel de exmujer de Johnny Gavin en cuatro episodios. Por este papel ganó el premio de Gracie Allen Award a la mejor actriz de reparto en serie dramática. Al siguiente año, apareció en la comedia Cerdos salvajes (Wild Hogs), uno de los grandes éxitos de taquilla de 2007, así como en la cinta independiente La vida sin Grace (Grace is Gone) junto a John Cusack y en la película de Sidney Lumet Antes que el diablo sepa que has muerto (Before the Devil Knows You're Dead) compartiendo cartel con Philip Seymour Hoffman y Ethan Hawke.

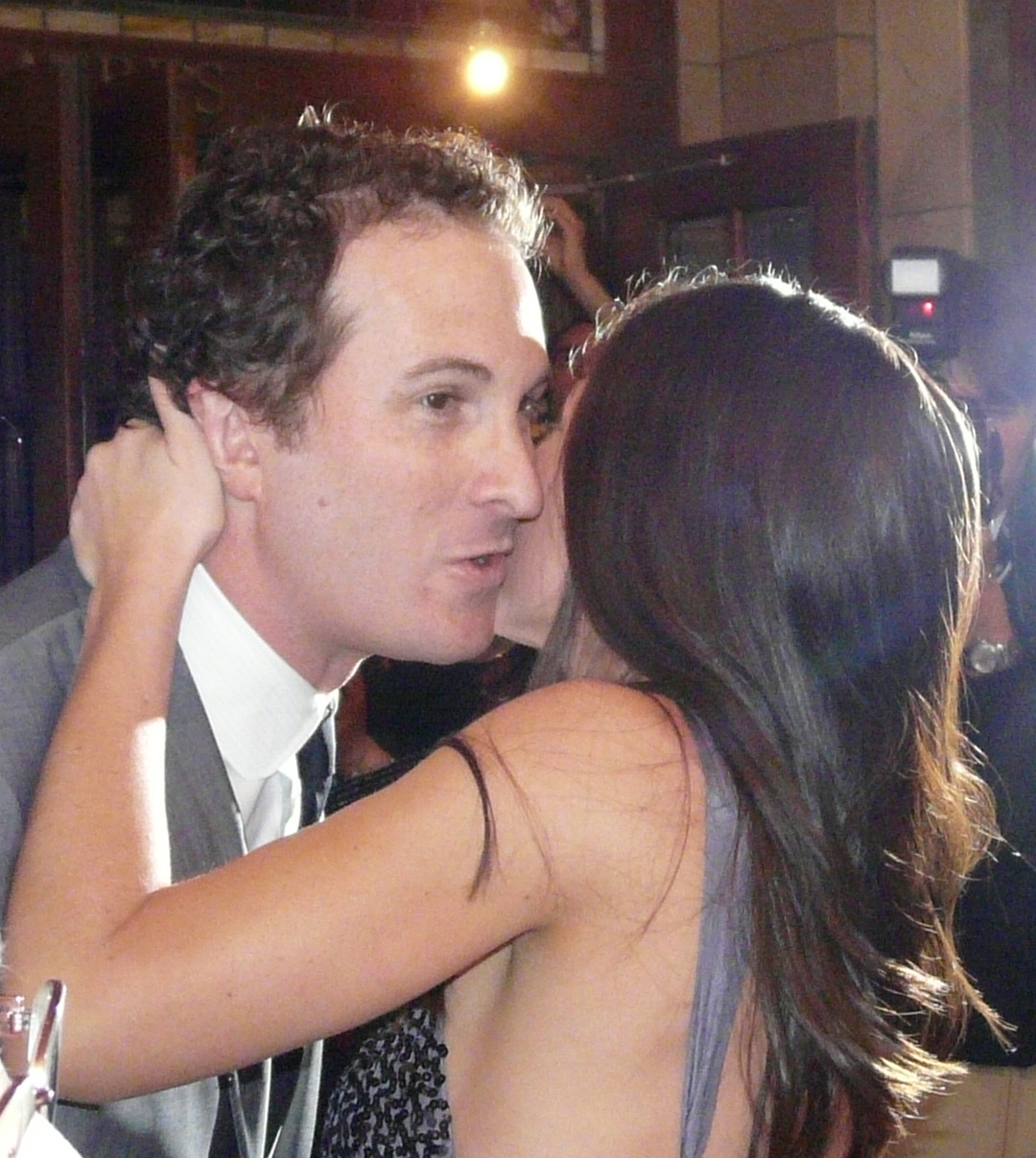
Tomei junto a Darren Aronofsky en la presentación de la película El luchador en 2008

En 2008, Tomei encarnó el papel de la estríper Cassidy/Pam en el film de Darren Aronofsky El luchador (The Wrestler). Apareció en varios números de baile desnuda en la película. Aronofsky dijo: "Este papel muestra lo valiente que es Marisa. Y, en última instancia, es realmente sexy. Sabíamos que la desnudez era una parte importante de la película y ella quería estar así de expuesta y vulnerable." Numerosos críticos anunciaron esta actuación como un punto destacado en su carrera. The Hollywood Reporter escribió: "Tomei ofrece una de sus actuaciones más deslumbrantes, nuevamente sin ningún rastro de vanidad." Ty Burr de The Boston Globe escribió, "Tomei ofrece una actuación valiente y escrupulosamente honesta, una que está más desnuda cuando Pam está vestida." Variety recalcó que "Tomei está en plena forma y emocionalmente franca mientras traza un pasaje de vida similar al de Pam." Por su interpretración consiguió su primera nominación a los Premios BAFTA, su segunda a los Globos de Oro y su tercera a los Premios Óscar coo actriz de reparto. En 2009, Tomei grabó el papel de María Magdalena en la producción bíblica en audio de Thomas Nelson The Word of Promise.

### 2010-...: Papeles dentro y fuera del mundo UCM
En 2010, Tomei apareció en Cyrus, una tragicomedia junto a John C. Reilly y Jonah Hill. Tomei presentó en la edició del 2011 de los Premios técnicos y científicos y que se retransmitieron en la 83.ª edición de los Premios Óscar. Después de esto, protagonizó el film de suspense El inocente (The Lincoln Lawyer) y apareció en el film Salvation Boulevard, que fue presentada en el Festival de Cine de Sundance , Crazy, Stupid, Love y el proyecto dirigido por George Clooney Los idus de marzo (The Ides of March ). El mismo año, Lady Gaga dijo en una entrevista que le gustaría que Tomei la interpretara en una película sobre la cantante. Tomei respondió: "Me emocioné cuando lo escuché. La amo. Amo su música. Y ella es una increíble mujer de negocios. Así que me conmovió mucho, de verdad. Creo que es increíble que a ella le guste mi trabajo y que haya pensado en a mí"

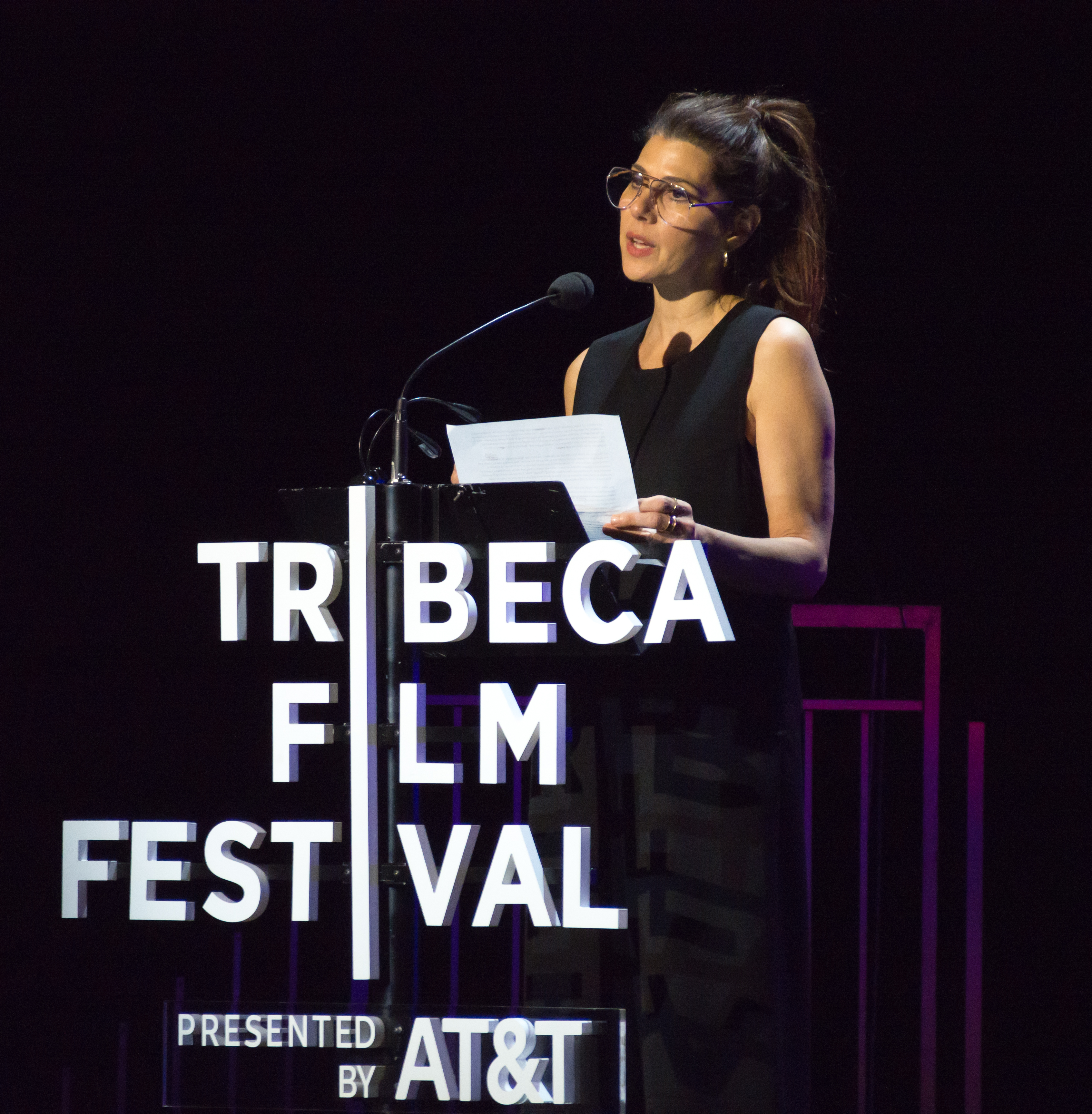
Tomei en el Tribeca Film Festival (2018).

Tomei apareció en el segundo episodio de la tercera temporada de la serie de NBC Who Do You Think You Are? el 10 de febrero de 2012. En este episodio, viajaba a la Toscana y a la isla de Elba para descubrir la verdad sobre el asesinato hace cien años de su bisabuelo, Francesco Leopoldo Bianchi. Tomei encarnó el papel de madre soltera que vuelve a la universidad en el film The Rewrite escrita y dirigida por Marc Lawrence. También protaghonizó el drama Love Is Strange de Ira Sachs de 2014 junto a Alfred Molina y John Lithgow. Ese mismo año trabajó en Broadway en la obra de Will Eno The Realistic Joneses junto a Tracy Letts, Michael C. Hall y Toni Collette. Charles Isherwood de The New York Times esccribía al respecto: "Tomei irradia energía alegre... [con] un aire de alegría desesperada que sigue vacilando, como una bengala chisporroteando en la oscuridad."
Durante ese tiempo, Tomei se puso en la piel la Tía May en el Universo cinematográfico de Marvel, apareciendo en cinco películas Capitán América: Civil War (2016), Spider-Man: Homecoming (2017), Avengers: Endgame (2019), Spider-Man: Far From Home (2019) y Spider-Man: No Way Home (2021). También apareció el drama criminal La gran apuesta (The Big Short) (2015), el film de terror La primera purga: La noche de las bestias (The First Purge) (2018), y la tragicomedia The King of Staten Island (2020). Tomei volvió a Broadway en la nueva versión de La rosa tatuada en el American Airlines Theatre. Repitió el papel de Serafina Delle Rose que anteriormente interpretó fuera de Broadway. Alexis Soloski de The Guardian escribió: "Producciones pasadas han sido protagonizadas por actores con mucha seriedad – Anna Magnani, Mercedes Ruehl, Maureen Stapleton – mujeres que puede haber dado a los chistes un lugar más importante para aterrizar. Tomei es una presencia más ligera y voluble, sensual y encantadora, y juega brillantemente incluso los momentos más oscuros, participando en la broma."
En 2018, fue la artista invitada en una episodio de la segunda temporada de El cuento de la criada como la señora O'Connor. También figuró en el reparto de los especiales de 2019 y 2020 All in the Family de ABC. En 2023, protagonizó la comedia romántica She Came to Me dirigida Rebecca Miller y que comparte cartel con Peter Dinklage y Anne Hathaway y tuvo un papel secundario en la comedia romántica de Amazon Prime Video Upgraded protagonizada por Camila Mendes.

## Vida personal e imagen pública

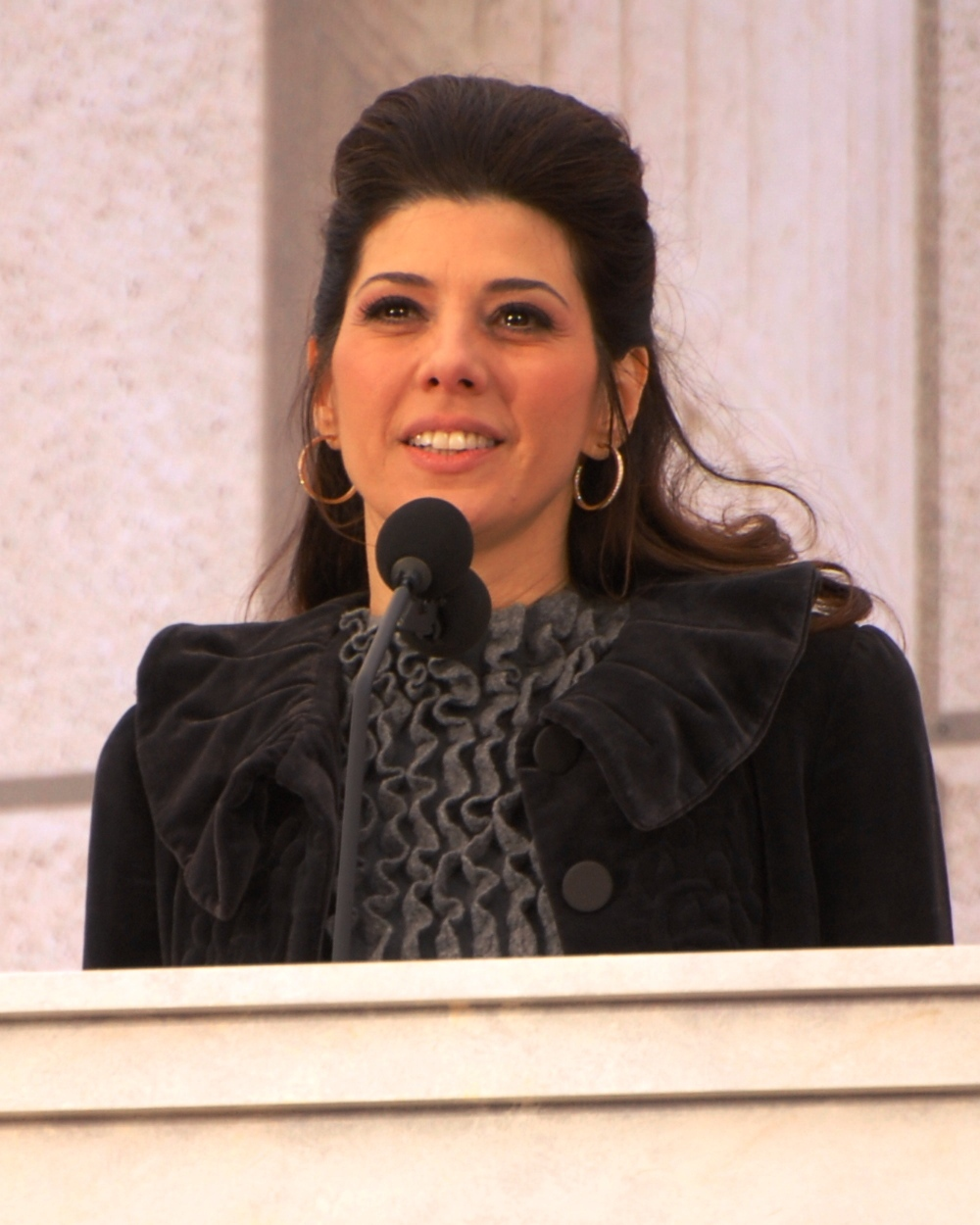
Tomei en la primera investidura de Barack Obama en 2009

Tomei ha estado durante muchos años en las listas de las mujeres más atractivas. Así, en 2009, Tomei estuvo en la posición número 18 de las 100 mujeres más sexis según la revista FHM. Además, durante su carrera, Tomei apareció en diversas portadas de revistas de moda como Vogue Greece, Paper, Redbook, Shape, Gotham y More. En 2005, hizo campañas de publicidad para la marca de ropa Hanes junto a Michael Jordan, Damon Wayans y Matthew Perry.
Respecto a su vida sentimental, Tomei fue novia de Robert Downey Jr. entre 1991 y 1993. También se le ha relacionado sentimentalmente con artistas como Josh Radnor, Nicholas Carpenter, Lenny Kravitz, Christian Slater y Dana Ashbrook. Entre 2008 y 2012, Tomei tuvo una relación con el actor Logan Marshall-Green. Se rumoreó que se habían prometido pero el representante de Tomei fue el encargado de negarlo. De hecho, Tomei nunca se ha casado. Tomei comentó en 2009 a este respecto, "No soy muy partidaria del matrimonio como institución y no sé por qué las mujeres necesitan tener hijos para ser vistas como seres humanos completos."

## Filmografía

### Cine
| Año  | Título en español                         | Título original                                      | Director                                                             | Personaje                      |
| ---- | ----------------------------------------- | ---------------------------------------------------- | -------------------------------------------------------------------- | ------------------------------ |
| 1984 | The Flamingo Kid                          | The Flamingo Kid                                     | Garry Marshall                                                       | Mandy                          |
| 1984 | El vengador tóxico                        | The Toxic Avenger                                    | Michael Herz y Lloyd Kaufman                                         | Chica del club (sin acreditar) |
| 1986 | Playing for Keeps                         | Playing for Keeps                                    | Bob Weinstein y Harvey Weinstein                                     | Tracy                          |
| 1991 | Oscar                                     | Oscar                                                | John Landis                                                          | Lisa Provolone                 |
| 1991 | Zandalee                                  | Zandalee                                             | Sam Pillsbury                                                        | Remy                           |
| 1992 | Mi primo Vinny                            | My Cousin Vinny                                      | Jonathan Lynn                                                        | Mona Lisa Vito                 |
| 1992 | Equinox                                   | Equinox                                              | Alan Rudolph                                                         | Rosie Rivers                   |
| 1992 | Chaplin                                   | Chaplin                                              | Richard Attenborough                                                 | Mabel Normand                  |
| 1993 | Corazón indomable                         | Untamed Heart                                        | Tony Bill                                                            | Caroline                       |
| 1994 | Solo tú                                   | Only You                                             | Norman Jewison                                                       | Faith Corvatch                 |
| 1994 | The paper                                 | The paper                                            | Ron Howard                                                           | Martha Hackett                 |
| 1995 | Cuando salí de Cuba                       | The Perez Family                                     | Mira Nair                                                            | Dorita Evita Perez             |
| 1995 | Four Rooms                                | Four Rooms                                           | Allison Anders Alexandre Rockwell Robert Rodriguez Quentin Tarantino | Margaret                       |
| 1996 | Volver a vivir                            | Unhook the Stars                                     | Nick Cassavetes                                                      | Monica Warren                  |
| 1997 | A Brother's Kiss                          | A Brother's Kiss                                     | Seth Zvi Rosenfeld                                                   | Missy                          |
| 1997 | Bienvenidos a Sarajevo                    | Welcome to Sarajevo                                  | Michael Winterbottom                                                 | Nina                           |
| 1998 | Colgados en Beverly Hills                 | Slums of Beverly Hills                               | Tamara Jenkins                                                       | Rita Abromowitz                |
| 2000 | Happy Accidents                           | Happy Accidents                                      | Brad Anderson                                                        | Ruby Weaver                    |
| 2000 | Juego asesino                             | The Watcher                                          | Joe Charbanic                                                        | Dra. Polly Beilman             |
| 2000 | ¿En qué piensan las mujeres?              | What Women Want                                      | Nancy Meyers                                                         | Lola                           |
| 2000 | King of the Jungle                        | King of the Jungle                                   | Seth Zvi Rosenfeld                                                   | Detective Costello             |
| 2000 | Dirk and Betty                            | Dirk and Betty                                       | Robert Bauer y Paul Gordon                                           | Paris                          |
| 2001 | En la habitación                          | In the Bedroom                                       | Todd Field                                                           | Natalie Strout                 |
| 2001 | Siempre a tu lado                         | Someone Like You                                     | Tony Goldwyn                                                         | Liz                            |
| 2002 | Los Thornberrys: La película              | The Wild Thornberrys Movie                           | Cathy Malkasian y Jeff McGrath                                       | Bree Blackburn (Voz)           |
| 2002 | Beso en Manhattan                         | Just a Kiss                                          | Fisher Stevens                                                       | Paula                          |
| 2002 | El gurú del sexo                          | The Guru                                             | Daisy von Scherler Mayer                                             | Lexi                           |
| 2003 | Ejecutivo agresivo                        | Anger Management                                     | Peter Segal                                                          | Linda                          |
| 2004 | Alfie                                     | Alfie                                                | Charles Shyer                                                        | Julie                          |
| 2005 | Loverboy                                  | Loverboy                                             | Kevin Bacon                                                          | Sybil Hamilton                 |
| 2005 | Un toque de seducción                     | Marilyn Hotchkiss' Ballroom Dancing and Charm School | Randall Miller                                                       | Meredith Morrison              |
| 2005 | Factótum                                  | Factótum                                             | Bent Hamer                                                           | Laura                          |
| 2006 | Danika                                    | Danika                                               | Ariel Vromen                                                         | Danika Merrick                 |
| 2007 | La vida sin Grace                         | Grace Is Gone                                        | Jim Strouse                                                          | Mujer en la piscina            |
| 2007 | Cerdos salvajes                           | Wild Hogs                                            | Walt Becker                                                          | Maggie                         |
| 2007 | Antes que el diablo sepa que has muerto   | Before the Devil Knows You're Dead                   | Sidney Lumet                                                         | Gina Hanson                    |
| 2008 | Negocios de guerra                        | War, Inc.                                            | Joshua Seftel                                                        | Natalie Hegalhuzen             |
| 2008 | El luchador                               | The Wrestler                                         | Darren Aronofsky                                                     | Cassidy / Pam                  |
| 2009 | Amsterdam                                 | Amsterdam                                            | Ivo van Hove                                                         | Donna                          |
| 2010 | Cyrus                                     | Cyrus                                                | Jay Duplass y Mark Duplass                                           | Molly Fawcett                  |
| 2011 | El inocente                               | The Lincoln Lawyer                                   | Brad Furman                                                          | Maggie McPherson               |
| 2011 | Salvation Boulevard                       | Salvation Boulevard                                  | George Ratliff                                                       | Honey Foster                   |
| 2011 | Crazy, Stupid, Love                       | Crazy, Stupid, Love                                  | Glenn Ficarra y John Requa                                           | Kate Tafferty                  |
| 2011 | Los Idus de Marzo                         | The Ides of March                                    | George Clooney                                                       | Ida Horowicz                   |
| 2012 | Rescate en Damasco                        | Inescapable                                          | Ruba Nadda                                                           | Fatima                         |
| 2012 | Abuelos al poder                          | Parental Guidance                                    | Andy Fickman                                                         | Alice Simmons                  |
| 2013 | She Said, She Said (cortometraje)         | She Said, She Said (cortometraje)                    | Stuart Blumberg                                                      | Marishka                       |
| 2014 | El amor es extraño                        | Love Is Strange                                      | Ira Sachs                                                            | Kate Hull                      |
| 2014 | ¿Cómo se escribe amor?                    | The Rewrite                                          | Marc Lawrence                                                        | Holly Carpenter                |
| 2014 | Flirteando con el amor                    | Loitering with Intent                                | Adam Rapp                                                            | Gigi                           |
| 2015 | Spare Parts                               | Spare Parts                                          | Sean McNamara                                                        | Gwen Kolinsky                  |
| 2015 | Y de repente tú                           | Trainwreck                                           | Judd Apatow                                                          | La dueña del perro             |
| 2015 | Navidades, ¿bien o en familia?            | Love the Coopers                                     | Jessie Nelson                                                        | Emma                           |
| 2015 | La gran apuesta                           | The Big Short                                        | Adam McKay                                                           | Cynthia Baum                   |
| 2016 | Capitán América: Civil War                | Captain America: Civil War                           | Anthony Russo y Joe Russo                                            | May Parker                     |
| 2017 | Spider-Man: Homecoming                    | Spider-Man: Homecoming                               | Jon Watts                                                            | May Parker                     |
| 2018 | After Everything                          | After Everything                                     | Hannah Marks y Joey Power                                            | Dra. Lisa Harden               |
| 2018 | La primera purga: La noche de las bestias | The First Purge                                      | Gerard McMurray                                                      | Dra. May Updale                |
| 2018 | Behold My Heart                           | Behold My Heart                                      | Joshua Leonard                                                       | Margaret Lang                  |
| 2019 | Avengers: Endgame                         | Avengers: Endgame                                    | Anthony Russo y Joe Russo                                            | May Parker                     |
| 2019 | I hate kids                               | I hate kids                                          | John Asher                                                           | Christina Hurley               |
| 2019 | Frankie                                   | Frankie                                              | Ira Sachs                                                            | Ilene                          |
| 2019 | Spider-Man: Lejos de casa                 | Spider-Man: Far from Home                            | Jon Watts                                                            | May Parker                     |
| 2019 | Capital humano                            | Human Capital                                        | Marc Meyers                                                          | Carrie Manning                 |
| 2020 | El rey del barrio                         | The King of Staten Island                            | Judd Apatow                                                          | Margie Carlin                  |
| 2021 | Spider-Man: No Way Home                   | Spider-Man: No Way Home                              | Jon Watts                                                            | May Parker                     |
| 2022 | Delia's Gone                              | Delia's Gone                                         | Robert Budreau                                                       | Fran                           |
| 2023 | Llegó a mí                                | She Came to Me                                       | Rebecca Miller                                                       | Katrina Trento                 |
| 2024 | High Tide                                 | High Tide                                            | Marco Calvani                                                        | Miriam                         |
| 2024 | Upgrade: Primera clase                    | Upgraded                                             | Carlson Young                                                        | Claire                         |

### Televisión
| Año  | Título                                | Personaje              | Notas                                                 |
| ---- | ------------------------------------- | ---------------------- | ----------------------------------------------------- |
| 1983 | As the World Turns                    | Marcy Thompson         | Secundaria, 1983-1985                                 |
| 1987 | ABC Afterschool Special               | Noelle Crandall        | Episodio: «Supermom's Daughter»                       |
| 1987 | Leg Work                              | Donna Ricci            | Episodio: «Pilot»                                     |
| 1987 | A Different World                     | Maggie Lauten          | 21 episodios                                          |
| 1990 | Parker Krane                          | April Haynes           | Película para televisión                              |
| 1994 | Saturday Night Live                   | Ella misma             | Episodio: «Marisa Tomei/Bonnie Raitt»                 |
| 1996 | Seinfeld                              | Ella misma             | Episodio: «The Cadillac»                              |
| 1998 | Since You've Been Gone                | Tori                   | Sin acreditar                                         |
| 1998 | My Own Country                        | Mattie Vines           | Película para televisión                              |
| 1998 | Only Love                             | Evie Webster Josephson | Película para televisión                              |
| 2001 | Jenifer                               | Nina Capelli           | Película para televisión                              |
| 2003 | Los Simpsons                          | Sara Sloane (voz)      | Episodio: «A Star Is Born Again»                      |
| 2006 | Rescue Me                             | Angie Gavin            | 4 episodios                                           |
| 2007 | The Rich Inner Life of Penelope Cloud | Penelope Cloud         | Película para televisión                              |
| 2012 | Comedy Bang! Bang!                    | Ella misma             | Episodio: «Ed Helms Wears A Grey Shirt & Brown Boots» |
| 2015 | Empire                                | Mimi Whiteman          | 5 episodios                                           |
| 2018 | The Handmaid's Tale                   | Mrs. O'Conner          | Episodios: «Unwomen»                                  |

## Premios y nominaciones
Premios Óscar
| Año  | Categoría               | Trabajo nominado | Resultado |
| ---- | ----------------------- | ---------------- | --------- |
| 1993 | Mejor actriz de reparto | Mi primo Vinny   | Ganadora  |
| 2002 | Mejor actriz de reparto | In the Bedroom   | Nominada  |
| 2009 | Mejor actriz de reparto | El luchador      | Nominada  |

Premios Globo de Oro
| Año  | Categoría               | Trabajo nominado | Resultado |
| ---- | ----------------------- | ---------------- | --------- |
| 2008 | Mejor actriz de reparto | El luchador      | Nominada  |
| 2001 | Mejor actriz de reparto | In the Bedroom   | Nominada  |

Gotham Awards
| Año  | Categoría               | Trabajo nominado                                                                      | Resultado |
| ---- | ----------------------- | ------------------------------------------------------------------------------------- | --------- |
| 2007 | Mejor actriz de reparto | Antes de que el diablo sepa que estás muerto (''Before the Devil Knows You're Dead'') | Ganadora  |

Premios BAFTA
| Año  | Categoría               | Trabajo nominado | Resultado |
| ---- | ----------------------- | ---------------- | --------- |
| 2009 | Mejor actriz de reparto | El luchador      | Candidata |

Premios del Sindicato de Actores
| Año  | Categoría               | Trabajo nominado | Resultado |
| ---- | ----------------------- | ---------------- | --------- |
| 1997 | Mejor actriz de reparto | Volver a vivir   | Candidata |
| 2002 | Mejor reparto           | In the Bedroom   | Candidata |